# Ekaterina Andreevna Kolyvanova
Ekaterina Andreevna Kolyvanova, in russo Екатерина Андреевна Колыванова?, coniugata Karamzina (in russo Карамзина?) (Tallinn, 16 novembre 1780 – San Pietroburgo, 1851), è stata una nobildonna russa.

## Biografia
Era la figlia illegittima del principe Andrej Ivanovič Vjazemskij e della contessa Elizaveta Karlovna Sievers. Il matrimonio tra i suoi genitori non avvenne, in quanto sua madre era già sposata. In seguito si separarono e lei venne cresciuta da una zia paterna.
Il suo cognome era l'antico nome russo della città di Tallinn, dove nacque.

## Matrimonio
Sposò, l'8 gennaio 1804, Nikolaj Michajlovič Karamzin (1766-1826), divenendone la seconda moglie. Ebbero nove figli:
- Natal'ja Nikolaevna (30 ottobre 184-5 maggio 1810);
- Ekaterina Nikolaevna (1806-1867), sposò il principe Pëtr Ivanovič Meščerskij, ebbero tre figli;
- Andrej Nikolaevič (20 ottobre 1807-13 maggio 1813);
- Natal'ja Nikolaevna (6 maggio 1812-6 ottobre 1815);
- Andrej Nikolaevič (1814-1854), sposò Aurora Karlovna Demidova, non ebbero figli. Dalla sua relazione con Evdokja Petrovna Suškova, ebbe due figli;
- Aleksandr Nikolaevič (1815-1888), sposò Natal'ja Vasil'evna Obolenskij, non ebbero figli;
- Nikolaj Nikolaevič (3 agosto 1817-21 aprile 1833);
- Vladimir Nikolaevič (1819-1879), sposò la baronessa Aleksandra Il'iniča Duka;
- Elizaveta Nikolaevna (1821-1891).

## Morte
Morì nel 1851.